# Wuling Binguo
Der Wuling Binguo, in englischen Quellen häufig als Wuling Bingo bezeichnet, ist ein batterieelektrischer Kleinwagen (A0-Klasse in China), der seit 2023 von SAIC GM Wuling (SGMW) unter der Marke Wuling hergestellt wird. Seit Mai 2025 wird der Wagen auch in Deutschland als ARI Poly verkauft.

## Überblick
Nach dem Erfolg des Elektrokleinwagens Hongguang Mini EV erweiterte Wuling sein Angebot an Stadtautos um ein konventionelles fünftüriges Schrägheckfahrzeug namens Binguo.
Der Binguo wurde für den chinesischen Inlandsmarkt entwickelt und ist eine Antwort auf andere städtische Elektromodelle. Kennzeichnend ist sein Retro-Design mit runder Karosserie sowie ovalen Scheinwerfern und Rückleuchten. Die Karosserie ist in vier Farben erhältlich, drei davon mit einem kontrastierend lackierten Dach: weiß und schwarz, grün und schwarz oder rosa und weiß, sowie komplett schwarz.
Der Innenraum ist passend zur Karosserie ebenfalls rund-oval gestaltet. Auf dem Armaturenbrett befinden sich zwei Displays, eins als Uhr und das zweite als zentraler Touchscreen des Multimediasystems.
Alle Ausstattungsvarianten ermöglichen Gleichstromladen, so dass das Fahrzeug in 35 Minuten von 30 auf 80 Prozent aufgeladen werden kann.
Das Auto entstand aus einer Kooperation von General Motors mit seinem chinesischen Partner Wuling.

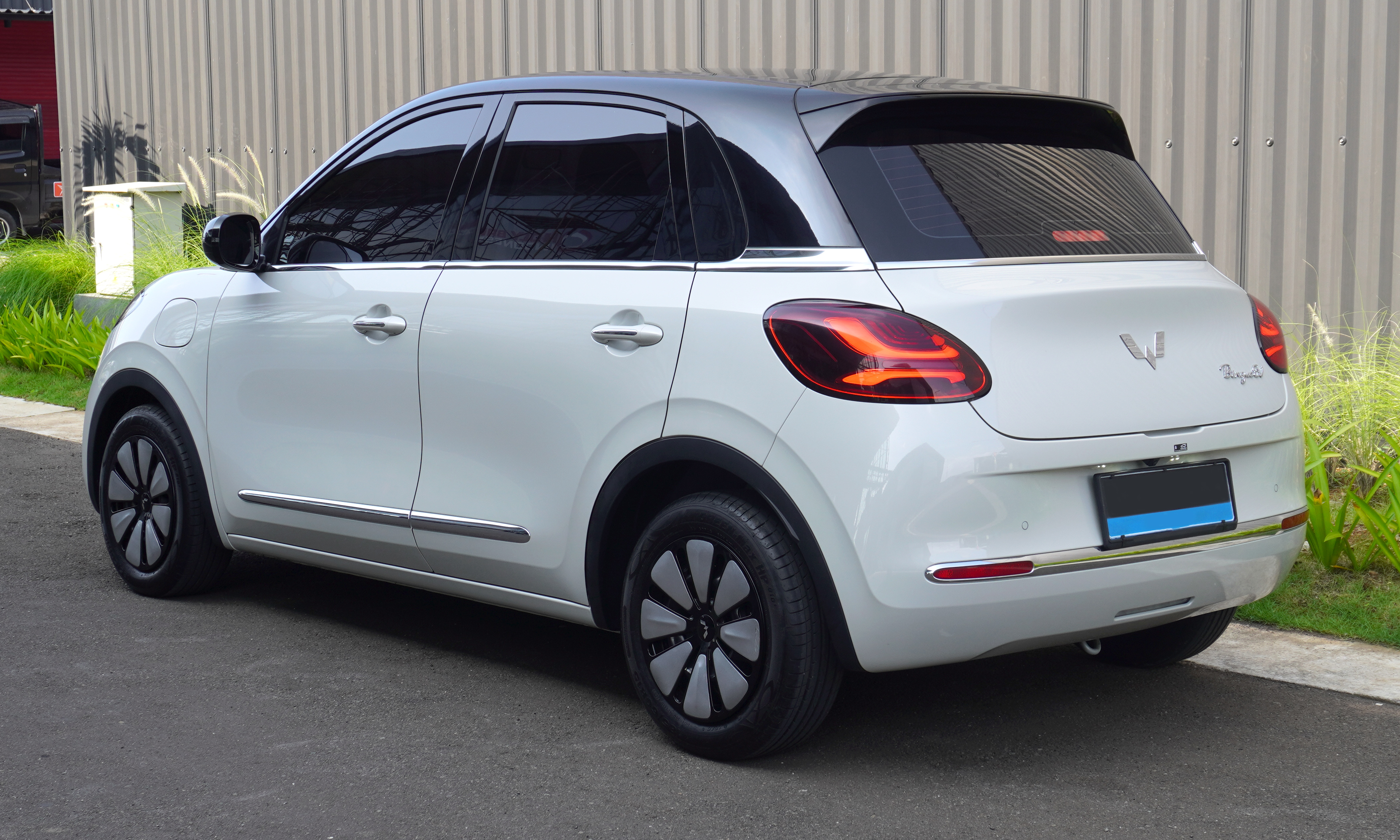
Rückansicht
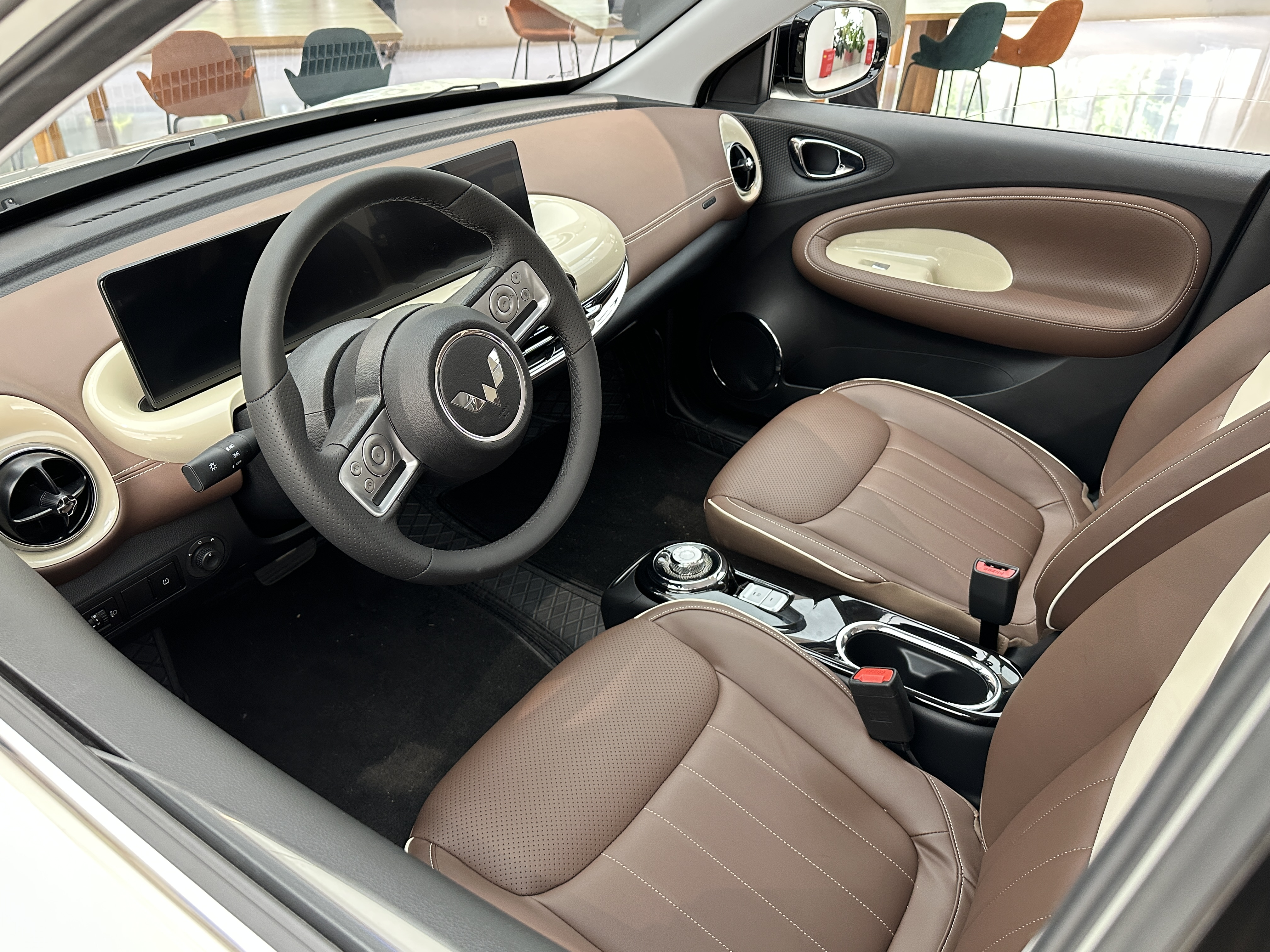
Innenansicht

## Technische Daten
Der Binguo ist mit zwei Antriebsvarianten erhältlich. Die Basisversion leistet 30 kW, die stärkere 50 kW, wobei die Höchstgeschwindigkeit bei beiden auf 100 km/h begrenzt ist. Der Hersteller bietet zwei Akkuvarianten an: Die kleinere mit 17,3 kWh ermöglicht dem Nutzer eine Reichweite von bis zu 203 km mit einer einzigen Ladung nach dem NEFZ-Zyklus, die größere mit 31,9 kWh bis zu 333 km.
Im September 2023 brachte Wuling eine Version mit 410 km Reichweite des Binguo auf den Markt, die von einem 37,9 kWh großen Lithium-Eisenphosphat-Akkumulator angetrieben wird.

## Verkäufe
| Jahr | China   | Indonesien |
| ---- | ------- | ---------- |
| 2023 | 167.764 | 1.393      |